# Klád
A kladisztikában élőlények olyan csoportját nevezzük kládnak, melyek egyetlen közös ősből és annak valamennyi leszármazottjából állnak. Minden ilyen csoport monofiletikusnak tekinthető, és kladogrammal modellezhető (ez egy fastruktúrájú diagram).
Ez felfogható úgy is, mint egy tudományos hipotézis a vizsgált élőlények egymás közti kapcsolatáról. Így egy klád létét igazolhatják vagy cáfolhatják a később napvilágra került adatok.
Ha egy klád a különböző adatokkal végzett különböző kladisztikai analízisek után is kellően robusztusnak bizonyul, bevehetik a taxonómiába, és taxonná válhat. Mindazonáltal, nem minden taxon tekinthető kládnak. A hüllők példának okáért parafiletikus csoportot alkotnak, mert nem tartalmazzák a madarakat, amik feltehetőleg a hüllők közös őséből származnak. A taxonómia egyre inkább kladisztikus irányba tolódik el, a taxonokat úgy rendezik át, hogy tisztán kládokat alkossanak.
A PhyloCode egy próbálkozás arra nézve, hogy a kládoknak formális nevet adjanak.

## Nevezéktan és etimológia
A „klád” szót 1957-ben vezette be Julian Huxley a kladogenezis, vagyis egy szülőfaj két utódfajra bomlásának eredményére hivatkozva, amely fogalmat Bernhard Renschtől kölcsönözte.
Sok saját névvel rendelkező csoport, például a rágcsálók és a rovarok kládok, mivel egy közös őst tartalmaznak azok leszármazottaival együtt. Például a rágcsálók emlősök ága, mely a kainozoikum határán (66 millió évvel ezelőtt) váltak külön. Az eredeti populáció és minden leszármazottja együtt kládot alkotnak. A rágcsálók kládja a Rodentia rendhez, a rovaroké az Insecta osztályhoz tartozik. E kládok kisebb kládokat tartalmaznak, mint például a mókusok, illetve a hangyák kládja, melyek még kisebb kládokból állnak. A rágcsálók kládja ezenkívül többek közt az emlősök, a gerincesek és az állatok kládjába tartozik.